# Eucatephia
Eucatephia är ett släkte av fjärilar. Eucatephia ingår i familjen nattflyn.
Kladogram enligt Catalogue of Life:
| Eucatephia | \| \| Eucatephia dinawa \| \| \| \| \| \| Eucatephia muscosa \| \| \| \| |
|            | \| \| Eucatephia dinawa \| \| \| \| \| \| Eucatephia muscosa \| \| \| \| |
|            | Eucatephia dinawa                                                        |
|            |                                                                          |
|            | Eucatephia muscosa                                                       |
|            |                                                                          |